# Le Testament de Nicolas
 (avril 2025).
Le Testament de Nicolas est un roman de Bessora publié en 2016 aux éditions Jean-Claude Lattès. Ce roman aborde les thèmes du terrorisme à travers le regard d'une mère confrontée à l'embrigadement de son fils.

## Résumé
Le roman raconte l'histoire de Louise, une mère dont le fils, Nicolas, se radicalise progressivement avant de partir pour la Syrie rejoindre les rangs du État islamique. À travers une narration alternant entre le présent de Louise et les souvenirs de son fils, le roman explore les mécanismes de l'embrigadement, les signaux d'alarme manqués et la détresse des familles confrontées à ce drame,.

## Contexte et thématiques
Bessora, connue pour son engagement littéraire et son style mêlant humour et gravité, aborde ici un sujet particulièrement sensible dans le contexte des attentats terroristes des années 2010 en France. Le roman questionne les racines de la radicalisation, le rôle des réseaux sociaux, et l'impuissance des proches face à ce phénomène.

## Réception critique
Le livre a été remarqué pour son traitement original d'un sujet d'actualité, évitant le manichéisme tout en restant profondément humain. Certains critiques ont souligné la justesse du portrait psychologique de la mère, tandis que d'autres ont apprécié la structure narrative alternée qui renforce l'impact dramatique.

## Auteur
Bessora, de son vrai nom Sandra Alida Emo, est une écrivaine française née en 1968. Lauréate du Prix Fénéon et du Prix François Mauriac, elle est connue pour des œuvres comme Les Taches d'encre (2000) ou 53 cm (1999), qui mêlent souvent critique sociale et humour.